# Impact médecine
Impact Médecine est une entreprise de presse spécialisée dans les revues médicales. Impact Médecine était présidé par Bruno Thomasset avec le Dr Claudine du Fontenioux directrice générale.
Succédant à Impact Médecin, qui était contrôlé dans les années 1990 par le groupe Bertelsmann mais avait périclité, Impact Médecine était, depuis 2007, détenu majoritairement par ses dirigeants . En juin 2012, l'entreprise qui l'éditait et employait plus de soixante-dix salariés a fait l'objet d'une décision de mise en redressement judiciaire. Le 16 novembre 2012, elle a été placée en liquidation judiciaire, avec un endettement d'environ dix millions d'euros. La société a été liquidée par le tribunal de commerce le 8 décembre 2012.

## Description
Parmi les titres publiés par Impact Médecine, on trouvait :
- Impact Médecine, à périodicité hebdomadaire (à la fin du siècle dernier, Impact Médecin, à périodicité quotidienne et hebdomadaire[3]), à destination des médecins généralistes avec une diffusion chaque semaine, selon ses éditeurs, de l'ordre de 45 000 unités[4].  ;
- Une dizaine de revues spécialisées (Abstract Dermatologie, Abstract Neurologie, etc.) éditées mensuellement, selon ses éditeurs, à environ 30 000 exemplaires au total ;
- Impact Pharmacien avec une diffusion hebdomadaire qui était, selon ses éditeurs, de l'ordre de 18 000 unités.

Le groupe développait aussi une activité en ligne via son portail web Impact santé.

## Controverse sur l'indépendance vis-à-vis de l'industrie pharmaceutique
En 2011, le titre Impact Médecine fait l'objet d'une controverse impliquant notamment l'une de ses anciennes journalistes (2008 à 2011), Virginie Bagouet, celle-ci dénonçant le fait que les articles publiés dans la revue étaient parfois censurés pour complaire aux industries pharmaceutiques, notamment le laboratoire Servier, qui sont aussi les plus gros annonceurs et donc les principales sources de financement de la revue,.